# Wojciech Lenart

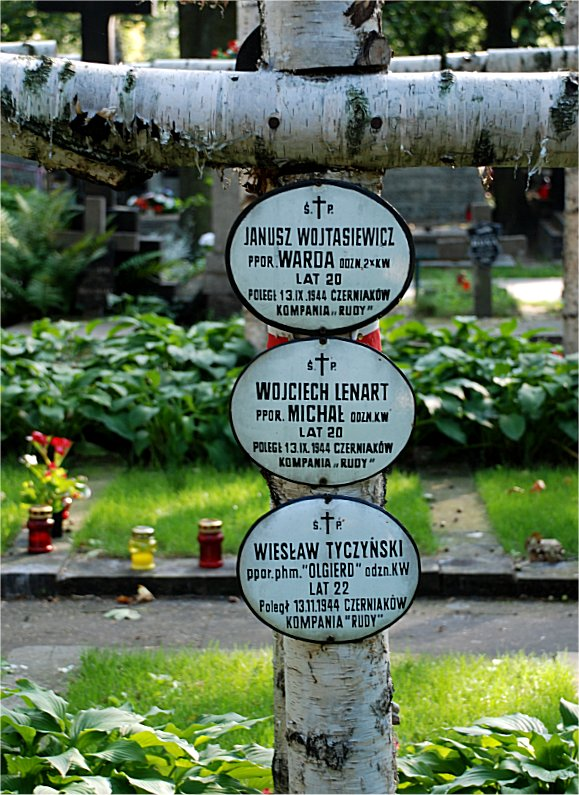
Na Powązkach Wojskowych

Wojciech Lenart ps. Michał (ur. 20 lipca 1924 w Warszawie, zm. 13 września 1944 tamże) – podporucznik, uczestnik powstania warszawskiego w szeregach II plutonu „Alek” 2. kompanii „Rudy” batalionu „Zośka” Armii Krajowej. 
Syn Pauliny i Bonawentury Lenarta – profesora warszawskiej Akademii Sztuk Pięknych. Brat podporucznika podharcmistrza Jana Lenarta, który również poległ jako powstaniec. 
W 1943 roku ukończył I Państwowe Gimnazjum i Liceum im. Stefana Batorego w Warszawie.
Podczas okupacji hitlerowskiej działał w polskim podziemiu zbrojnym. W powstaniu warszawskim walczył ze swoim oddziałem na Woli, Starym Mieście i Czerniakowie. Poległ 13 września 1944 w walkach powstańczych przy ul. Książęcej 1 na Czerniakowie. Miał 20 lat. Pochowany w kwaterach żołnierzy i sanitariuszek baonu „Zośka” na Wojskowych Powązkach w Warszawie wraz z ppor. Januszem Wojtasiewiczem (ps. „Warda”) i ppor. phm. Wiesławem Tyczyńskim (ps. „Olgierd”) (kwatera A20-3-23).
Odznaczony Krzyżem Walecznych.